# Bogdan Wyrzykowski
Bogdan Aleksander Wyrzykowski (ur. 12 października 1943 we Lwowie, zm. 24 września 2022) – polski lekarz internista, prof. dr hab.

## Życiorys
W 1967 ukończył studia w Akademii Medycznej w Gdańsku. W tym samym roku podjął pracę na macierzystej uczelni. W 1974 obronił pracę doktorską, w 1982 uzyskał stopień doktora habilitowanego. Od 1978 do 2000 był ordynatorem II Kliniki Chorób Wewnętrznych. 31 marca 1993 otrzymał tytuł profesora nauk medycznych. Od 2000 był kierownikiem Katedry Nadciśnienia Tętniczego i Diabetologii na Wydziale Lekarskim z Oddziałem Stomatologicznym swojej uczelni.
Pochowany na Cmentarzu Srebrzysko w Gdańsku.

## Odznaczenia
- 2008: Krzyż Kawalerski Orderu Odrodzenia Polski[4]
- 2002: Złoty Krzyż Zasługi[5]
- 1995: Medal Komisji Edukacji Narodowej[1]